# Haapajärvi (sjö i Idensalmi, Norra Savolax)
Haapajärvi är en sjö i Finland. Den ligger i kommunen Idensalmi i landskapet Norra Savolax, i den centrala delen av landet, 400 km norr om huvudstaden Helsingfors. Haapajärvi ligger 85,9 meter över havet. Den är 8,5 meter djup. Arean är 25,88 kvadratkilometer och strandlinjen är 87,22 kilometer lång. Sjön  ingår i Vuoksens huvudavrinningsområde. 
För sjöns öar, se: kategori:Öar i Haapajärvi (Idensalmi).